# Cophocerotis fallax
Cophocerotis fallax là một loài bướm đêm trong họ Geometridae.